# Atlantoraja castelnaui
Atlantoraja castelnaui es una especie de pez rajiforme de la familia Rajidae.

## Morfología
Los machos pueden llegar a alcanzar los 132 cm de longitud total.

## Reproducción
Es ovíparo y las hembras ponen huevos envueltos en una cápsula córnea.

## Hábitat
Es un pez marino de clima subtropical y demersal que vive entre 10-100 m de profundidad.

## Distribución geográfica
Se encuentra en el Océano Atlántico suroccidental: el Brasil, 
Uruguay y Argentina.

## Observaciones
Es inofensivo para los humanos. 